# Татариновы
Татариновы — дворянские роды столбового дворянства.
В Гербовник внесены две ветви фамилии Татариновых:
1. Татариновы, предки которых жалованы были поместьями в 1580 г. (Герб. III, 42). Сюда относится потомство Михаила Семёновича Татаринова жалованного дипломом на дворянство 03 июня 1789 года.
2. Татариновы, служившие дворянские службы в 1628 г. (потомство Терентия Татаринова (Герб. VIII, 71)[1].

- Даниил Татаринов и Евгений Татаринов, подполковник, жалованы 03.11.1844 дипломом на потомственное дворянское достоинство (см. изображение и описание герба).

В 1573 году опричником Ивана Грозного числился Татаров Пронка Иванович.

## Описание гербов

#### Гербы Татариновых 1785 г.
В Гербовнике Анисима Титовича Князева 1785 года имеется изображение трёх печатей с гербами представителей рода Татариновых:
1. Герб масона, С-Петербургского вице-губернатора, сосланного в Рязань при императоре Павле I Михаила Семёновича Татаринова: щит разделён крестообразно на четыре части,  в середине которого имеется малый щиток в поле (цвет не определён), которого изображены титлы (фигурные буквы) имени и фамилии владельца герба. В первой части щита, поле делится диагональной серебряной полосой, идущей от правого верхнего угла к нижнему левому углу, деля на синею и красную части. Во второй части, в серебряном поле, двуглавый чёрный орёл с распростёртыми крыльями, с боку которого виден золотой лапчатый крест и ниже горизонтально серая шпага, остриём влево, а над фигурами три золотые звезды. В третьей части, в серебряном поле, коричневый всадник с копьём на скачущей белой лошади в право и в левом верхнем углу полумесяц, рогами вправо. Четвёртая часть разделена на два поля: а) в серебряном поле в середине золотые весы, над которыми золотая звезда, а под весами розовое сердце. б) поле вертикально пересекает серебряная полоса деля его на две части - синее и красное. Щит увенчан дворянским коронованным шлемом без шейного клейнода (нашлемник отсутствует). Из низа короны выходит намёт, цветовая гамма которого не определена. Щитодержатели: два восстающих льва, стоящие на ленте с девизом на латыни <<Mea gloria fides>>  (Моя слава - верность).
2. Герб Татаринова: щит разделён крестообразно на четыре части. В первой части, из правого верхнего угла к нижнему левому углу, полоса, деля часть на два поля - сверху красное, а снизу синее. Во второй части, в серебряном поле, золотые весы, над которыми золотая шестиконечная звезда, а с правой стороны от весов вертикально розовая колона с налощенной на ней диагонально золотой шпагой, остриём вниз. В третьей части, в серебряном поле, всадник с копьём скачущий на белой лошади влево. Над всадником, в левом верхнем углу, золотой полумесяц, рогами вправо. В четвёртой части, из правого верхнего угла к левому нижнему углу, полоса, деля часть на два поля - сверху синее, а снизу красное. Щит увенчан дворянской короною (дворянский шлем, нашлемник и намёт отсутствуют). Щитодержатели: два восстающих льва, стоящие задними ногами на ленте с девизом  на латыни <<Mea gloria fides>>  (Моя слава - верность).
3. Герб Ильи Петровича Татаринова: в серебряном поле щита выходящая из левого края коричневое облако, из которого видна согнутая рука в красном одеянии держащая коричневою стрелу, остриём вниз, которое пронзает красное сердце. Щит увенчан коронованным дворянским шлемом повёрнутым забралом влево. Нашлемник: три страусовых пера. Цветовая гамма намёта не определена[3].

#### Герб. Часть III. № 42
Герб рода Татариновых: щит разделён горизонтально на две части, из которых в верхней части в серебряном поле изображен ездок, скачущий на лошади в правую сторону, у которого в руку находится копьё, остроконечием вверх поднятое. В нижней части в голубом поле видна разогнутая серебряная книга. Щит увенчан обыкновенным дворянским шлемом с тремя страусовыми перьями. Намёт на щите голубой, подложенный серебром.

#### Герб. Часть VIII. № 71.
Герб потомства Терентия Татаринова: щит разделен горизонтально надвое, в верхней части в серебряном поле находится ездок, вооруженный копьем, в татарском одеянии, скачущий на коне в правую сторону. В нижней половине в голубом поле  серебром означена горизонтально текущая река. Щит увенчан дворянским шлемом и короной со страусовыми перьями. Намёт на щите серебряный. подложенный голубым.

#### Герб. Часть XIV (не утверждён)
Щит поделён вертикально. В правой голубой части серебряная крепость, над ней вертикально одна над другой две серебряные шестиконечные звезды. В левой, в красном поле накрест золотая и серебряные шпаги остриём вверх.
Над щитом дворянский коронованный шлем с тремя страусовыми перьями. Намёт на щите голубой, подложен серебром. Герб Татариновых внесён в Часть 14 Сборника дипломных гербов Российского Дворянства, не внесённых в Общий Гербовник, стр. 10.

## Известные представители
- Татаринов Иван — дьяк, воевода в Киеве (1658 и 1661), Казани (1658—1659 и 1662—1663).
- Татаринов Пётр Андреянович — московский дворянин (1675—1676).
- Татаринов Осип — дьяк (1676).
- Татаринов Осип Зиновьевич — дьяк (1692).
- Татариновы: Василий Уланович, Иван Алексеевич — московские дворяне (1692)[5][6].